# Herbert Bolterauer
Herbert Bolterauer (* 1964 in Steyr) ist ein österreichischer Organist, Komponist und Chorleiter.

## Leben
Herbert Bolterauer studierte an der Kunstuniversität Graz Kirchenmusik (Orgel bei Ernst Triebel). 1989 Diplom mit Auszeichnung und Lehrbefähigung. 1989–1993 Orgelstudium bei Herbert Tachezi an der Wiener Musikhochschule. 1990 Würdigungspreis des Bundesministeriums für Wissenschaft und Forschung. Seit 1987 Organist und Chorleiter an der Grazer Mariahilferkirche, Gründer und Leiter der Mariahilfer "Abendmusiken". Lehrtätigkeit am Grazer Kirchenmusikkonservatorium. Seit 1992 auch Leiter der Grazer Franziskuskantorei. 1997 Gründer des Vokalensembles „tonus“. Produktion mit dem Göttinger Sinfonieorchester unter Christian Simonis in Göttingen und Linz. Meisterkurse bei Michael Schneider und Michael Radulescu. Konzerte in Frankreich, Italien, Ungarn, Polen, Belgien und Österreich.

## Chöre und Einrichtungen
- 1985 bis 1989 Leiter des Kirchenchores Graz/Don Bosco
- seit 1987 Gründung und Leitung des Konzertzyklus "Abendmusiken" in der Mariahilfer Kirche in Graz und Leiter der Kantorei Mariahilf in Graz
- seit 1992 Leiter der Franziskuskantorei Graz
- 1994 Gründung des Kammermusikzyklus "Musica Camera"
- 1997 Gründung des Vokalensembles tonus in Graz

## Ur- und Erstaufführungen
- 1994 "Der Baum des Heils" Oratorium von Thomas Daniel Schlee
- 1995 Magnificat Vertonung von Franz Thürauer
- 1996 Uraufführungen zu gegebenen Themen von: Peter Michael Hamel, Joseph Reveyron, Bertold Hummel, Jean-Pierre Leguay, Sylviane Martin Kostajnsek, Thomas Daniel Schlee, Pierre Cogen, Theo Brandmüller und Petr Eben.
- 1997 Erstaufführung der "Apocalypse" von Jean Françaix in Göttingen
- 2001 Uraufführung der Messe zum Gedenken an Rektor Josef Fink von Maximilian Hendler
- 2003 Mitwirkung bei der Uraufführung von "Und ich sah..." von Thomas Daniel Schlee in der Kirche Mariahilf in Graz
- 2008 Österreichischen Erstaufführung der Missa "Deo gratias" von Jean-Pierre Leguay mit dem Vokalensemble tonus in der Mariahilfer Kirche in Graz

## Eigenkompositionen
An Kompositionen liegen von ihm unter anderem vor: Orgelstücke, Lieder zu Texten der Heiligen Schrift, Motetten für Chor (a cappella und mit Orgelbegleitung), 2 Offertorien für Orchester,
- 2000: Missa
- 2005: Vesper
- 2010: Requiem: „Ins Einsame bin ich geschritten...“

Diese Komposition stellt jeweils einen Teil des lateinischen Requiemtextes einem Gedicht von  Hugo von Hofmannsthal, einem Text von Josef Fink, dem verstorbenen Leiter des Kulturzentrums bei den  Minoriten, und einem Text des Propheten Jesaja gegenüber. Der Text von Hofmannsthal fragt nach dem Sinn von Werden und  Vergehen, Josef Fink weiß vom Ungenügen des Menschen und der Prophet Jesaja findet wundervolle Trostworte für Trauernde. Die Besetzung ist sparsam. Streichtrio, Bläserquartett, Orgel, zwei Solisten und Chor geben dem Werk kammermusikalischen Charakter. Vor allem durch Blechbläser und Orgel sind aber auch lautstarke, dramatische Effekte möglich.
- 2013 Quis est Deus - Eine interreligiöse Kantate: Auftragskomposition, die zur Zeit einer interreligiösen Tagung uraufgeführt wurde. Ein lateinischer Dreifaltigkeitshymnus des Theologen Anton Kolb wurde mit Texten verschiedener Weltreligionen (Hinduismus, Buddhismus, Daoismus, Islam) kombiniert und von Herbert Bolterauer zu einer Kantate mit Sopran- und Basssolo, Streichtrio, drei Blockflöten, zwei Posaunen, Orgel und Chor vertont.
- 2014 E L I A - Oratorium für Soli, Orchester und Chor. Text: Alice Le Trionnaire-Bolterauer